# 小行星19424
小行星19424（19424 Andrewsong）是一颗绕太阳运转的小行星，为主小行星带小行星。该小行星于1998年3月20日发现。

## 轨道参数
小行星19424的轨道半长轴为2.5267174 UA，离心率为0.102。